# Доротея Вилхелмина фон Саксония-Цайц
Доротея Вилхелмина фон Саксония-Цайц (на немски: Dorothea Wilhelmine von Sachsen-Zeitz; * 20 март 1691 в Елстер; † 17 март 1743 в Касел) от рода на Албертинските Ветини е принцеса Саксония-Цайц и чрез женитба ландграфиня на Хесен-Касел.
Тя е дъщеря на херцог Мориц Вилхелм фон Саксония-Цайц (1664 – 1718) и съпругата му Мария Амалия (1670 – 1739), дъщеря на "Великия курфюрст“ Фридрих Вилхелм фон Бранденбург (1620 – 1688).
Доротея Вилхелмина се омъжва на 27 септември 1717 г. в Цайц за ландграф Вилхелм VIII фон Хесен-Касел (1682 – 1760), шестият син на ландграф Карл фон Хесен-Касел.
Доротея Вилхелмина се разболява душевно и от 1725 г. не се показва пред обществото. Първата дама на двора е фаворитката на ландграфа Христина фон Бернхолд.

## Деца
Доротея Вилхелмина и Вилхелм VIII имат децата:
- Карл (1718 – 1719)
- Фридрих II (1720 – 1785), ландграф на Хесен-Касел (1760 – 1785)

∞ 1740 принцеса Мария Великобританска (1723 – 1772), дъщеря на крал Джордж II
∞ 1773 принцеса Филипина от Прусия (1745 – 1800)
- Мария Амалия (1721 – 1744), умира като годеница на маркграф Карл Албрехт фон Бранденбург-Шведт